# Тишково (Ступинский район)
Тишково — деревня в Ступинском районе Московской области в составе Городского поселения Ступино (до 2006 года входила в Ситне-Щелкановский сельский округ). На 2016 год в Тишково 2 улицы — Никольская и Покровская и 2 садовых товарищества, восточнее деревни расположена железнодорожная платформа Ситенка Павелецкого направления Московской железной дороги. В Тишково в XVI веке существовала деревянная Никольская церковь; в 1888 году была построена кирпичная часовня — обе не сохранились.

## Население
| 2002 | 2006 | 2010 |
| ---- | ---- | ---- |
| 36   | ↗37  | ↗40  |

Тишково расположено на юге центральной части района, на правом берегу реки Ситня, высота центра деревни над уровнем моря — 150 м. Ближайшие населённые пункты: Алеево — около 0,6 км на юго-запад и Воскресенки — около 0,5 км на северо-восток.